# Profumo (romanzo)
Profumo è un romanzo dello scrittore italiano Luigi Capuana che vide la luce tra il luglio e il dicembre del 1880 sulla rivista Nuova Antologia per poi essere pubblicato a Palermo dagli editori Pedone e Lauriel nel 1892.
In questo romanzo sono evidenti le influenze del naturalismo zoliano e gli elementi ispirati alla fisiologia e alla patologia compaiono come in Giacinta anche se Capuana sembra voler ritornare al nucleo centrale della sua ispirazione, cioè all'indagine psicologica.
"Con questo romanzo il Capuana si inoltra nella via del romanzo psicologico moderno, risalendo all'infanzia dei protagonisti e ritrovando i germi del male in azioni apparentemente trascurabili.
Inoltre entrano nel racconto scene e immagini regionali, descrizioni pittoresche di folle paesane in movimento, come la festa della Passione e la processione dei Flagellanti."
Il romanzo è ambientato a Ispica, in provincia di Ragusa; l'autore soggiornò in questa cittadina del sud della Sicilia

## Trama
Il protagonista, Patrizio Moro-Lanza, è un uomo trentottenne dal carattere debole e succube della vecchia madre Geltrude. Nominato agente delle tasse a Marzallo, vi si trasferisce con la moglie Eugenia e la madre in una casa (un vecchio convento) assegnatogli dal comune che si trova fuori paese.
La vita trascorre ora in una discreta agiatezza e tutto potrebbe andare per il meglio se non fosse per la gelosia di Geltrude nei confronti della nuora.
Eugenia ama molto Patrizio e vorrebbe essere ricambiata in ugual misura dal marito, ma Patrizio si sente frenato nelle sue dimostrazioni d'affetto per colpa della madre. 
Eugenia intanto, a causa del forte stress emotivo, ricade in una forma di malattia nervosa che l'aveva già in precedenza colpita. Patrizio è turbato soprattutto da un sintomo del male della moglie, un profumo di zàgara che emana dal suo corpo.
Patrizio, invece di comprendere lo stato emotivo della moglie e starle più vicino, si allontana ancor più da lei pensando che Eugenia abbia bisogno soprattutto di una vita priva di emozioni.
Muore nel frattempo la madre Geltrude ma Patrizio non riesce ancora a sentirsi libero dalla gelosia materna. Tra Patrizio ed Eugenia l'incomprensione è sempre più forte ed Eugenia sta per cedere al giovane Ruggero che le fa una corte insistente.
Patrizio fortunatamente ha modo di parlare con il dottor Mola che, con le sue sagge parole, gli fa comprendere i suoi errori: alla fine Eugenia e Patrizio ritrovano se stessi e si rendono conto del loro reciproco amore.